# جاك أوديار
جاك اوديار (بالفرنسية: Jacques Audiard)‏ (و. 1952 – م) هو كاتب سيناريو، ومخرج سينمائي، وممثل من فرنسا . ولد في باريس.

## جوائز وترشيحات
حصل على جوائز منها:
- جائزة سيزار لأفضل نص مقتبس، عن عمل:صدأ وعظم (2013)
- British Independent Film Award for Best International Independent Film [الإنجليزية]‏، عن عمل:النبي (2010)
- جائزة سيزر لأفضل مخرج، عن عمل:النبي (2010)
- جائزة الأكاديمية البريطانية للأفلام لأفضل فيلم بلغة غير الإنجليزية [الإنجليزية]‏، عن عمل:النبي (2010)
- جائزة سيزر لأفضل فيلم، عن عمل:النبي (2010)
- César Award for Best Original Screenplay [الإنجليزية]‏، عن عمل:النبي (2010)
- الجائزة الكبرى (مهرجان كان)، عن عمل:النبي (2009)
- جائزة لويس ديلوك [الإنجليزية]‏، عن عمل:النبي (2009)
- جائزة المجلس الوطني للمراجعة لأفضل فيلم أجنبي  [لغات أخرى]‏، عن عمل:النبي (2009)
- جائزة سيزر لأفضل فيلم، عن عمل:فوز بان قلبي تخطي (2006)
- جائزة سيزر لأفضل مخرج، عن عمل:فوز بان قلبي تخطي (2006)
- جائزة سيزار لأفضل نص مقتبس، عن عمل:فوز بان قلبي تخطي (2006)
- جائزة الأكاديمية البريطانية للأفلام لأفضل فيلم بلغة غير الإنجليزية [الإنجليزية]‏، عن عمل:فوز بان قلبي تخطي (2006)
- جائزة سيزر لأفضل كاتب سيناريو، عن عمل:علي شفتي (2002)
- جائزة أفضل سيناريو (مهرجان كان)، عن عمل:بطل (1996)
- César Award for Best First Film [الإنجليزية]‏، عن عمل:انظر كيف هزموا (1995).

ترشح لـ:
- Goya Award for Best European Film، عن عمل:صدأ وعظم (2013)
- Independent Spirit Award for Best Foreign Film، عن عمل:صدأ وعظم (2013)
- César Award for Best Adaptation، عن عمل:صدأ وعظم (2013)
- جائزة سيزر لأفضل مخرج، عن عمل:صدأ وعظم (2013)
- David di Donatello for Best European Film، عن عمل:صدأ وعظم (2013)
- BAFTA Award for Best Film Not in the English Language، عن عمل:صدأ وعظم (2013)
- جائزة سيزر لأفضل فيلم، عن عمل:صدأ وعظم (2013)
- Polish Academy Award for Best European Film، عن عمل:النبي (2011)
- Goya Award for Best European Film، عن عمل:النبي (2011)
- Independent Spirit Award for Best Foreign Film، عن عمل:النبي (2010)
- جائزة سيزر لأفضل مخرج، عن عمل:النبي (2010)
- جائزة سيزر لأفضل فيلم، عن عمل:النبي (2010)
- BAFTA Award for Best Film Not in the English Language، عن عمل:النبي (2010)
- BIFA Award for Best Foreign Independent Film، عن عمل:النبي (2010)
- César Award for Best Original Screenplay، عن عمل:النبي (2010)
- جائزة الجمعية الوطنية للنقاد السينمائيين لافضل فيلم أجنبي، عن عمل:النبي (2010)
- David di Donatello for Best European Film، عن عمل:النبي (2010)
- جائزة الأوسكار لأفضل فيلم بلغة أجنبية، عن عمل:النبي (2009)
- European Film Award for Best Screenwriter، عن عمل:النبي (2009)
- European Film Award for Best Film، عن عمل:النبي (2009)
- European Film Award for Best Director، عن عمل:النبي (2009)
- César Award for Best Adaptation، عن عمل:فوز بان قلبي تخطي (2006)
- جائزة سيزر لأفضل فيلم، عن عمل:فوز بان قلبي تخطي (2006)
- جائزة سيزر لأفضل مخرج، عن عمل:فوز بان قلبي تخطي (2006)
- BIFA Award for Best Foreign Independent Film، عن عمل:فوز بان قلبي تخطي (2006)
- BAFTA Award for Best Film Not in the English Language، عن عمل:فوز بان قلبي تخطي (2006)
- European Film Award: Audience Award for Best Director، عن عمل:فوز بان قلبي تخطي (2005)
- جائزة سيزر لأفضل مخرج، عن عمل:علي شفتي (2002)
- European Film Award for Best Screenwriter، عن عمل:علي شفتي (2002)
- جائزة سيزر لأفضل فيلم، عن عمل:علي شفتي (2002)
- جائزة سيزر لأفضل كاتب سيناريو، عن عمل:علي شفتي (2002)
- جائزة سيزر لأفضل مخرج، عن عمل:بطل (1997)
- جائزة سيزر لأفضل كاتب سيناريو، عن عمل:بطل (1997)
- César Award for Best First Feature Film، عن عمل:انظر كيف هزموا (1995)
- جائزة سيزر لأفضل كاتب سيناريو، عن عمل:انظر كيف هزموا (1995).

## روابط خارجية
- جاك أوديار على موقع IMDb (الإنجليزية)
- جاك أوديار على موقع ميتاكريتيك (الإنجليزية)
- جاك أوديار على موقع الموسوعة البريطانية (الإنجليزية)
- جاك أوديار على موقع روتن توميتوز (الإنجليزية)
- جاك أوديار على موقع مونزينجر (الألمانية)
- جاك أوديار على موقع قاعدة بيانات الأفلام العربية
- جاك أوديار على موقع ألو سيني (الفرنسية)
- جاك أوديار على موقع ميوزك برينز (الإنجليزية)
- جاك أوديار على موقع تيرنر كلاسيك موفيز (الإنجليزية)
- جاك أوديار على موقع أول موفي (الإنجليزية)